# التهاب زليل الوتر
التهاب زليل الوتر هو التهاب الوتر المتميز بالتهاب في الوتر وغِشاءُه الزَّليلِيّ. هذا المرض الروماتيزمي يمكن أن يؤثر على جميع المناطق الوترية (القدم، الكتف واليد). أكثر التهاب زليل الوتر مشاهدتاً هي التهاب زليل الوتر كورفان.